# 紅旗・H5
H5は、中華人民共和国の自動車ブランド、紅旗の中型乗用車である 。

## 概要
2016年の北京モーターショーで出展されたコンセプトカー「B-CONCEPT」の市販モデルで、その後、2017年の上海モーターショーでプレプロダクションコンセプトとして出展され、同年の広州モーターショーでデビュー。ベースはマツダ・アテンザ（3代目（2012年 - 現在））である。

### パワートレイン

#### 2018年モデル
1.8リッターターボで178 hpと250 nmのトルクを発生するエンジンに6速オートマチックを組み合わせている。

#### 2020年モデル
169 hpと258 nmのトルクを発生する、新開発の1.5リッターターボエンジンに7速デュアルクラッチトランスミッションを組み合わせたパワートレインを追加。
1.8リッターターボは、197 hpと320 nmのトルクを発生するマイルドハイブリッドシステムに改良された。

### H5スポーツ
H5スポーツは、H5をベースにした中型スポーツセダンで、専用ののフロント・リアバンパーを装着し、よりアグレッシブなフェイスになっている。また、専用のブラック塗装のグリルや、ブラックのトリムパーツ、トランクマウントスポイラーなどを装着している。ただし、パワートレインは、通常モデルのH5と変わっていない。

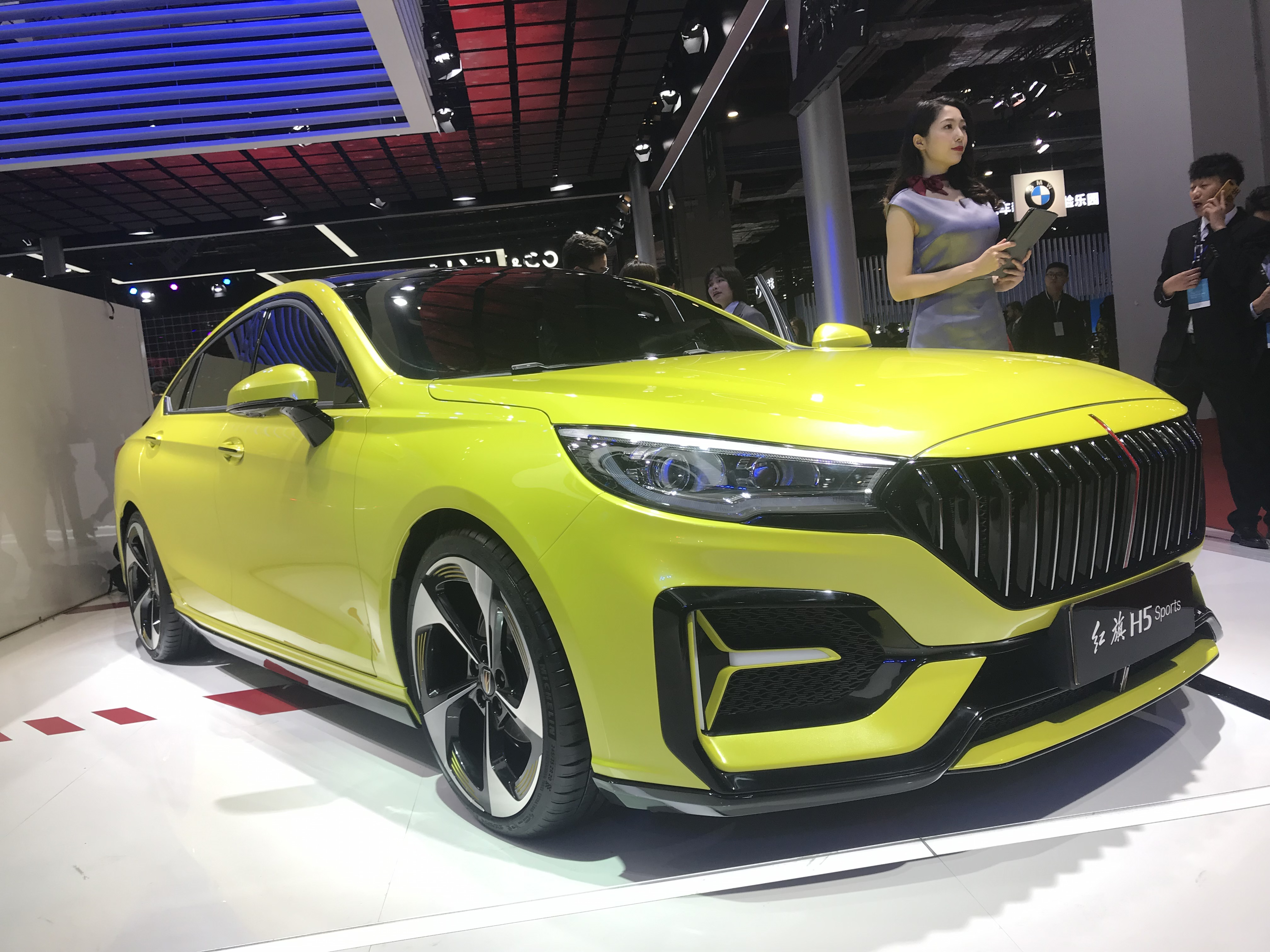
H5スポーツ フロント
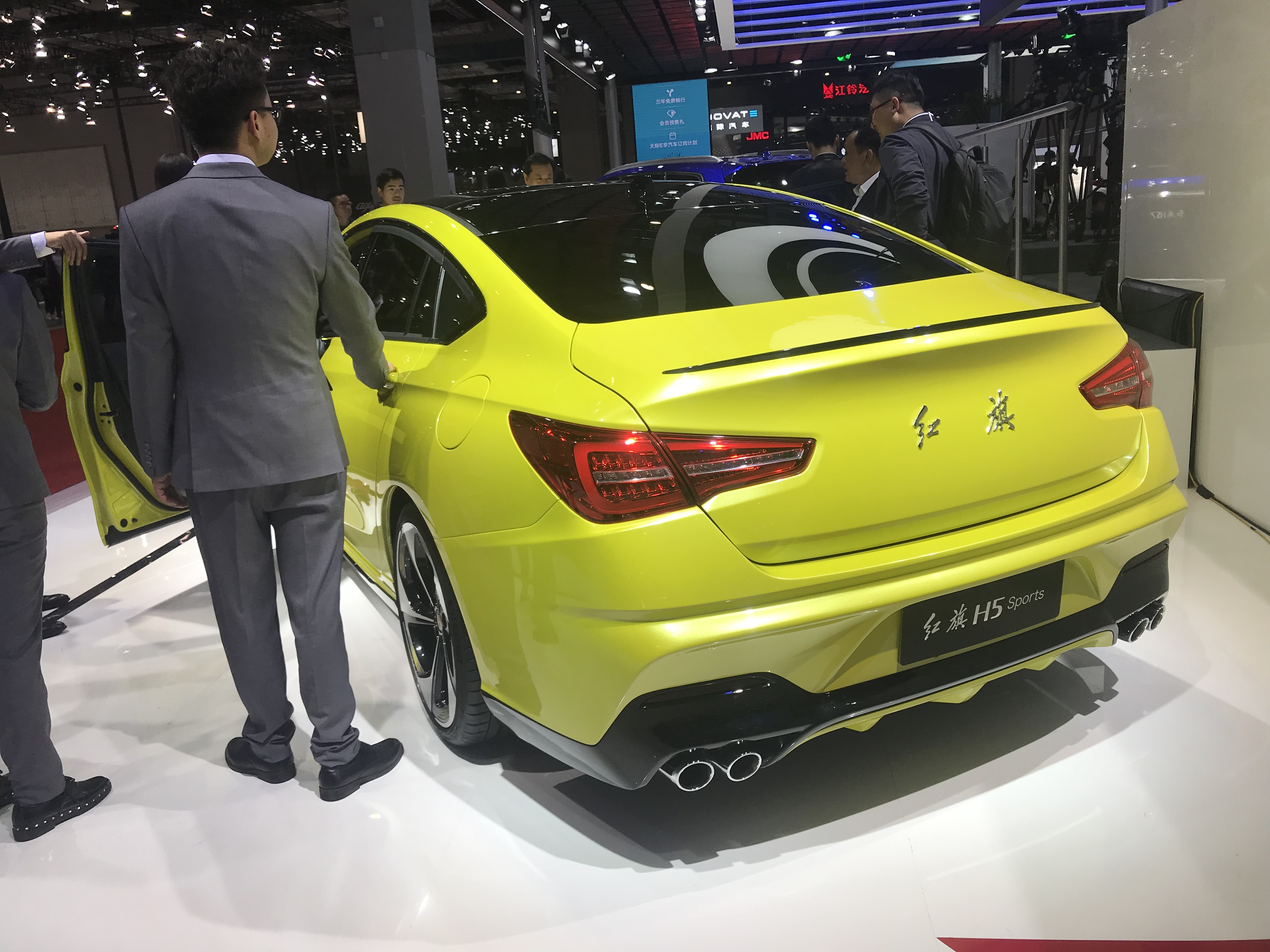
H5スポーツ リア